# Fekete-Győr Endre
Fekete-Győr Endre (Csobaj, 1926. – 1999. március 24.) agrármérnök, Heves megye tanácselnöke. Fekete-Győr András közgazdász apja, Fekete-Győr András jogász, politikus nagyapja.

## Életútja
1944-ben Budapestre került, ahol elvégezte a közgazdasági és agrártudományi egyetemet. 1946-ban lett a Magyar Kommunista Párt tagja, majd a pártegyesülést követően az MDP, ill. MSZMP tagja. 1948 és 1957 között előadó, majd osztályvezető volt a Földművelésügyi Minisztériumban. Több külföldi tanulmányúton is járt, többek között Ausztriában a Lenc-Moser-féle szőlőtelepítést is tanulmányozta és tapasztalatait hazatérése után kamatoztatta. 1957-től a Szőlőoltvány és Facsemete Forgalmi Vállalat igazgatói posztját töltötte be 1962-ig, amikor megválasztották a verpeléti Dózsa Termelőszövetkezet elnökévé. Az MSZMP Heves megyei bizottságának, valamint a Termelőszövetkezetek Országos Tanácsa Elnökségének is tagja lett. 1969. január 16-án megválasztották a Heves Megyei Tanács Végrehajtó Bizottságának elnökévé, 1971-től a tisztség megnevezése tanácselnökre módosult, amely pozícióból 1981. március 31-én felmentették a hivatalos indoklás szerint a Heves megyei Tanácsi Építőipari Vállalat tevékenységével összefüggésben kialakult helyzetért, valamint mert a vállalat tevékenységével kapcsolatosan hivatali beosztásával össze nem egyeztethető erkölcsi magatartást tanúsított,  vagyis a vezetők saját zsebre dolgoztak, cementet loptak, feketén családi házakat építettek, más gazdasági bűncselekményeket hajtottak végre. 
Sírja a Farkasréti temetőben található.